# Wierzynek
Wierzynek is een historisch gebouw op de Grote Markt van Krakau in Polen. Het is momenteel in gebruik als restaurant.

## Geschiedenis
Het gebouw dateert uit de middeleeuwen en is beroemd om het grote huwelijksfeest van 1364, waarbij de kleindochter van koning Casimir III van Polen, Elisabeth van Pommeren, trouwde met keizer Karel IV. De viering werd bijgewoond door tal van Europese vorsten en de adel.

## Restaurant
Het restaurant werd opgericht in 1945. In het gebouw bevinden zich ook een café, een ridderzaal, vergaderzalen en feestzalen. Er worden er af en toe dansvoorstellingen gegeven. Het restaurant wordt geleid door Elżbieta Filipiak, de vrouw van de bekende Poolse zakenman Janusz Filipiak.